# Dezső Bánffy

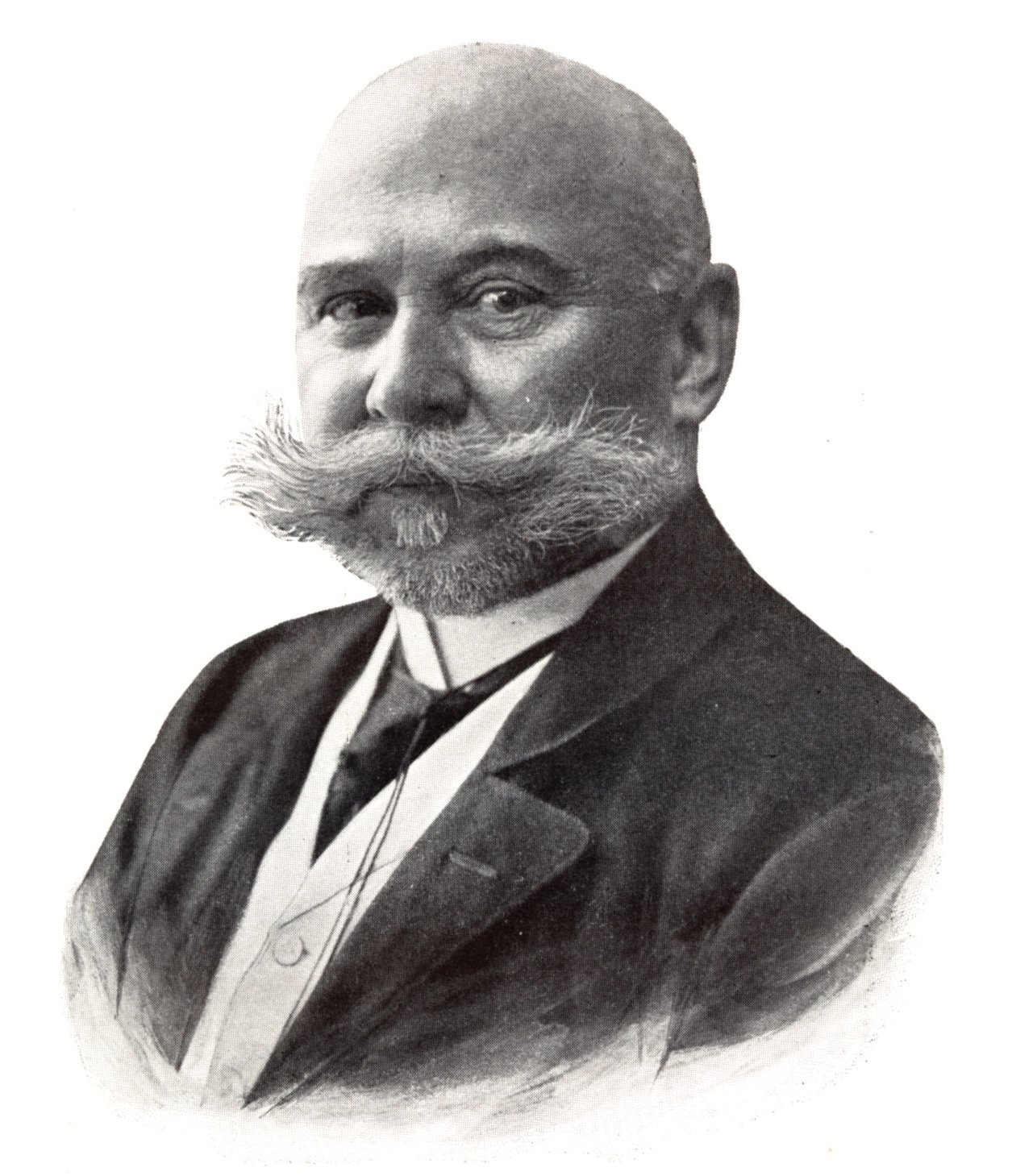
Dezső Bánffy

Baron Dezső Bánffy de Losonc (Kolozsvár, 28 oktober 1843 - Boedapest, 24 mei 1911) was een Hongaars politicus en Hongaars eerste minister van 1895 tot 1899.

## Biografie
Bánffy werd geboren als telg van het geslacht Bánffy en zoon van Dániel Bánffy en Anna Gyárfás. Hij studeerde aan de universiteiten van Berlijn en Leipzig. In 1875 werd hij opper-ispán van verschillende comitaten in Zevenburgen, waar hij zich inzette voor de verhongaarsing van de bevolking. In 1892 werd hij als lid van de Liberale Partij voorzitter van het Huis van Afgevaardigden in de Hongaarse Rijksdag.

### Premierschap
Op 15 januari 1895 werd hij door koning Frans Jozef verrassend tot eerste minister benoemd. Ondanks hevige tegenstand van de Katholieke Kerk en de Katholieke Volkspartij voerde hij een kerkhervorming door en institutionaliseerde hij de Hongaarse minderhedenpolitiek. Bánffy verhief daarmee de Hongaarse idee van een natiestaat tot regeringsprogramma. Door middel van de verhongaarsing van plaatsnamen, familienamen en onderwijs moest deze natiestaat bewerkstelligd werden. Zijn regering wordt door vorsers vaak bestempeld als intolerant, chauvinistisch en repressief. 
Dankzij de assimilatiepolitiek die al door zijn voorgangers vanaf Kálmán Tisza werd uitgeoefend, en vooral bij de Slovaakse en de Duitstalige bevolking van Hongarije haar vruchten afwierp, steeg het bevolkingsaandeel van Hongaren tot meer dan de helft van de totale bevolking in het koninkrijk. Mede door het reactionaire kiesrecht, dat slechts een geprivilegieerd deel van de bevolking stemrecht verleende, werd de reactionaire structuur van Hongarije bestendigd.
Begin 1899 ontaardde de aanzwellende polemiek met de parlementaire oppositie - omtrent aanslepende moeilijkheden in de onderhandelingen met de Oostenrijkers - in een duel tussen Bánffy en zijn tegenstander Nándor Horánszky. Op 26 februari 1899 trad hij terug als regeringsleider.